# 9. travnja
9. travnja (9. 4.) 99. je dan godine po gregorijanskom kalendaru (100. u prijestupnoj godini).
Do kraja godine ima još 266 dana.

## Događaji
- 193. – Septimije Sever proglašen je rimskim carem.
- 1865. – Konfederalni general Robert E. Lee predao se snagama Unije.
- 1940. – Njemačka okupacija Danske i Norveške.
- 1942. – Snage Sjedinjenih Država započele su Bataan Death March.
- 1948. – Izraelska policija napala je arapski grad Deir Jasin na području današnjeg Izraela. Ubijeno je 100 Arapa, a ostali su prisiljeni da napuste grad.
- 1959. – NASA je objavila odabir astronauta za program Mercury.
- 1967. – Probni let prvoga Boeinga 737
- 1989. – Devetotravanjska tragedija u Tbilisiju.
- 1991. – Neovisnost Gruzije od SSSR-a
- 2008. – Kanalski otok Sark ukinuo posljednji feudalni sustav u Europi
- 2008. – Na sjednici kosovskog parlamenta usvojen je novi Kosovski ustav za kojeg je odlučeno da će na snagu stupiti 15. lipnja 2008. godine

| - 1800. – Roberto de Visiani, hrvatski botaničar talijanskog porijekla († 1878.) - 1821. – Charles Baudelaire, francuski pjesnik i kritičar († 1867.) - 1830. – Eadweard Muybridge, britanski fotograf († 1904.) - 1835. – Leopold II. Belgijski, belgijski kralj († 1909.) - 1865. – Erich Ludendorff, njemački general († 1937.) - 1869. – Élie Joseph Cartan, francuski matematičar († 1951.) - 1906. – Victor Vasarely, francuski slikar i grafičar mađarskog porijekla († 1997.) - 1918. – Jørn Utzon, danski arhitekt († 2008.) - 1926. – Hugh Hefner, osnivač Playboya († 2017.) - 1933. – Jean-Paul Belmondo, francuski glumac († [[2021.]) - 1938. – Viktor Černomirdin, ruski političar († 2010.) - 1942. – Petar Nadoveza, hrvatski nogometaš i trener († 2023.) - 1948. – Radojka Šverko, hrvatska pjevačica - 1967. – Sam Harris, američki neuroznanstvenik - 1971. – Jacques Villeneuve, kanadski vozač Formule 1 - 1972. – Linda Begonja, hrvatska glumica - 1977. – Gerard Way, američki glazbenik - 1979. – Mario Matt, austrijski alpski skijaš - 1980. – Jerko Leko, hrvatski nogometaš - 1981. – Ireneusz Jeleń, poljski nogometaš - 1985. – Antonio Nocerino, talijanski nogometaš - 1986. – Leighton Meester, američka glumica i pjevačica - 1987. – Jazmine Sullivan, američka pjevačica - 1988. – Mate Selak, hrvatski nogometaš - 1995. – Domagoj Bošnjak, hrvatski nogometaš | - 585. pr. Kr. – Jinmu, mitski utemeljitelj japanske kraljevske dinastije (* 711. pr. Kr.) - 304. – Demetrije Srijemski, svetac - 491. – Zenon, bizantski car (* o. 425.) - 715. – Konstantin, papa - 1024. – Benedikt VIII., papa - 1327. – Walter III. Stewart, namjesnik Škotske (* o. 1296.) - 1483. – Edvard IV., engleski kralj - 1553. – François Rabelais, francuski književniik (* 1494.) - 1626. – Francis Bacon, engleski filozof (* 1561.) - 1803. – Mihael Bakoš slovenski pisac i evangelički svećenik u Mađarskoj (* 1742.) - 1882. – Dante Gabriel Rossetti, engleski slikar i pjesnik (* 1828.) - 1889. – Michel Eugène Chevreul, francuski kemičar (* 1786.) - 1936. – Ferdinand Tönnies, njemački sociolog (* 1855.) - 1945. – Dietrich Bonhoeffer, njemački protestantski svećenik (* 1906.) - 1959. – Frank Lloyd Wright, američki arhitekt i teoretičar arhitekture (* 1867.) - 2002. – Pat Flaherty, američki automobilist (* 1926.) - 2011. – Sidney Lumet, američki redatelj (* 1924.) - 2012. – Simo Nikolić, hrvatski jedriličar i olimpijac (* 1941.) - 2012. – Neven Valent, hrvatski operni i koncertni pjevač (* 1964.) - 2014. – Svetlana Velmar Janković, srpska književnica (* 1933.) - 2019. – Charles Van Doren, američki intelektualac (* 1926.) - 2020. – Phyllis Lyon, američka lezbijska aktivistica (* 1924.) - 2021. – vojvoda Filip. suprug engleske kraljice Elizabete II. (* 1921.) |